# Asterivora homotypa
Asterivora homotypa là một loài bướm đêm thuộc họ Choreutidae. Nó được tìm thấy ở subalpine và alpine habitats ở Úc.